# Marea calmă (pictură de Courbet)
Marea calmă este o pictură în ulei pe pânză realizată de Gustave Courbet în 1868, aflată în prezent în colecția Metropolitan Museum of Art. Realizat în ulei pe pânză, peisajul marin înfățișează o plajă de pe coasta Normandiei în fața Canalului Mânecii.